# Дугин, Сергей Иванович
Сергей Иванович Дугин (род. 14 мая 1956 года, Шимолино, Алтайский край, РСФСР, СССР) — российский государственный деятель, возглавлял администрацию города Барнаула с 25 декабря 2015 года (с 1 декабря 2017 года как глава города) по 15 августа 2019 года.
В 2009—2015 годы занимал должность начальника Главного управления Алтайского края по труду и социальной защите.
Окончил Алтайский государственный аграрный университет по специальности «Экономика и организация сельского хозяйства» и Академию труда и социальных отношений («Менеджмент в социальной сфере»). Три года отслужил на флоте.
В 2007 году получил почётное звание «Заслуженный экономист Российской Федерации».
Женат, имеет двух дочерей.